# UKS Zielone Wzgórza Murowana Goślina
UKS Zielone Wzgórza – polska drużyna siatkarska założona w 1994 roku, działająca w Murowanej Goślinie. Posiada zespoły w kategoriach juniorek, młodziczek oraz zespół juniorów występujący w III lidze mężczyzn w Serii B oraz młodzików. Obecnie wśród zawodników Klubu 44 osoby stanowią kadrę województwa oraz kadrę Polski, wśród nich jest Dominika Koczorowska (reprezentantka Polski, dwukrotna zdobywczyni medalu na Uniwersjadzie, nagrodzona statuetką Burmistrza Miasta i Gminy Murowana Goślina za wybitne osiągnięcia sportowe) czy reprezentantki Polski Kadetek: Agata Joachimowicz, Roksana Budzińska, Patrycja Jarosz.

## Historia
Początki założenia klubu sięgają 1992 roku i związane są z utworzeniem klas sportowych w Szkole Podstawowej nr 2 im. Henryka Sienkiewicza w Murowanej Goślinie. W celu konfrontacji umiejętności dziewcząt i chłopców na szczeblu regionalnym, powiatowym i wojewódzkim w 1994 roku założony został Uczniowski Klub Sportowy Zielone Wzgórza, który działa do dziś. Klub posiada licencję nr 66/2006 Polskiego Związku Piłki Siatkowej z prawem do uczestnictwa w rozgrywkach Polskiego Związku Piłki Siatkowej w Siatkówce Kobiet i Mężczyzn. Inicjatorami powołania klubu było małżeństwo trenerów siatkarskich, a zarazem nauczycieli wychowania fizycznego w szkole – Państwo Ewa i Andrzej Miciul.

## Kategorie sportowe w klubie w piłce siatkowej
- od 1994 roku – nadal minisiatkówka dziewcząt i chłopców
- od 1994 roku – nadal młodziczki i młodzicy
- od 1994 roku – nadal kadetki i kadeci
- od 2008 roku – nadal III liga kobiet grupa A

## Współpraca
- Szkoła Podstawowa Nr 2 im. H. Sienkiewicza w Murowanej Goślinie (klasy sportowe, baza sportowa)
- Gimnazjum Nr 2 im. Jana Kochanowskiego w Murowanej Goślinie (klasy sportowe, baza sportowa)
- Gmina Murowana Goślina
- Klub sportowy AZS AWF w zakresie piłki siatkowej
- Wielkopolski Związek Piłki Siatkowej
- Wielkopolski Szkolny Związek Sportowy
- Spółdzielnia Mieszkaniowa Zielone Wzgórza w Murowanej Goślinie.

## Największe osiągnięcia sportowe
- 1994 rok - I miejsce Mistrzostw Województwa w Minisiatkówce Dziewcząt
- 1995 rok - I miejsce Mistrzostw Województwa w Minisiatkówce Dziewcząt
- 1995 rok - I miejsce Mistrzostw Województwa w Piłce Siatkowej Dziewcząt – młodziczki
- 1995 rok - IX miejsce Mistrzostw Polski w Minisiatkówce Dziewcząt
- 1996 rok - I miejsce Mistrzostw Województwa w Minisiatkówce Dziewcząt
- 1996 rok - I miejsce Mistrzostw Województwa w Minisiatkówce Dziewcząt
- 1996 rok - I miejsce Mistrzostw Województwa w Piłce Siatkowej Dziewcząt – młodziczki
- 1996 rok - I miejsce Mistrzostw Województwa w Piłce Siatkowej Dziewcząt – młodziczki
- 1996 rok - I miejsce Mistrzostw Makroregionu Północno-Zachodniego w Minisiatkówce dziewcząt
- 1997 rok - I miejsce Mistrzostw Województwa w Piłce Siatkowej Dziewcząt – młodziczki
- 1997 rok - II miejsce Mistrzostw Województwa w Siatkówce Dziewcząt – kadetki
- 1997 rok - I miejsce Mistrzostw Makroregionu Północno-Zachodniego - młodziczki
- 1997 rok - II miejsce Ćwierćfinału Mistrzostw Polski - młodziczki
- 1998 rok - I miejsce Mistrzostw Województwa w Piłce Siatkowej Dziewcząt – młodziczki
- 1998 rok - IV miejsce Półfinał Mistrzostw Polski - kadetki
- 1999 rok - I miejsce Mistrzostw Województwa w Piłce Siatkowej Dziewcząt – młodziczki
- 1999 rok - IV miejsce Półfinał Mistrzostw Polski - kadetki
- 1999 rok - I miejsce III liga Piłki Siatkowej Kobiet
- 1999 rok - II miejsce w Ćwierćfinale Mistrzostw Polski w Piłce Siatkowej Kobiet o awans do II ligi
- 2000 rok - II miejsce Mistrzostw Województwa w Minisiatkówce Dziewcząt
- 2001 rok - III miejsce Półfinał Mistrzostw Polski - młodziczki
- 2002 rok - I miejsce Mistrzostw Województwa w Piłce Siatkowej Dziewcząt – młodziczki
- 2002 rok - II miejsce – Mistrzostw Województwa w Minisiatkówce Chłopców
- 2003 rok - IV miejsce Półfinał Mistrzostw Polski - młodziczki
- 2003 rok - I miejsce Mistrzostw Województwa w Minisiatkówce Chłopców
- 2004 rok - I miejsce Mistrzostwa Wielkopolski Młodziczek
- 2004 rok - VI miejsce Mistrzostwa Polski Młodziczek
- 2005 rok - II miejsce Mistrzostwa Wielkopolski Młodziczek
- 2005 rok - VI miejsce Mistrzostwa Wielkopolski Młodzików
- 2006 rok - II miejsce Finał Mistrzostw Rejonu Szkół Podstawowych w Piłce Siatkowej Chłopców w roku 2005/2006
- 2006 rok - awans do finału Mistrzostw Wielkopolski - młodziczki
- 2006 rok - awans do finału Mistrzostw Wielkopolski - młodzicy
- 2006 rok - awans do finału Mistrzostw Wielkopolski - kadeci
- 2007 rok - II miejsce - chłopcy rocznik 1996 i III miejsce - chłopcy rocznik 1997 w XI Mikołajkowy Ogólnopolskim Turnieju Minisiatkówki
- 2007 rok - III miejsce - Półfinał Mistrzostw Polski - młodziczki
- 2007 rok - I miejsce – III liga Kobiet grupa B dające szansę awansu do grupy A III ligi
- 2008 rok - I miejsce – udział w rozgrywkach o Mistrzostwo Wielkopolski – młodzicy
- 2008 rok - I miejsce w Mistrzostwach Wielkopolski – kadeci
- 2008 rok - 3 miejsce – zespołu III ligi seria B kobiet gwarantujące awans do III ligi seria A